# Kudu
Antilopa kudu je pojmenování pro dva druhy antilop z rodu Tragelaphus, kam kromě kudu patří i bongo, lesoň, sitatunga a dva druhy rodu nyala.
Kudu jsou velké antilopy s úzkým tělem, dlouhýma nohama a typickou kresbou tvořenou bílými svislými pruhy. Žijí v lesích a křovinách; otevřené krajině se vyhýbají.
V Africe jsou rezervoárem vztekliny, která v letech 1977–1983 v Namibii propukla u kudu velkého jako epizootie. Kmen viru zapojený do epizootie byl shodný s kmenem vztekliny nalezeným v mnoha afrických zemích u infikovaných psů. Zjistilo se, že tak náhlé a intenzivní šíření vztekliny souvisí se zvýšením populace kudu, dále s jejich sociálním chováním, tedy tím, že se pohybují společně, dále s tím, že okusují akáty, jejichž trny jim zraňují dutinu ústní (vstup infekce), a s tím, že infikovaný kudu vylučuje relativně vysoké titry viru ve slinách. Proto se může vzteklina mezi kudu rychle šířit.